# Jürg von Ins
Jürg von Ins (* 1953 in Zürich) ist ein Schweizer Ethnologe, Kommunikationsberater und Lyriker.

## Leben
Von Ins studierte an den Universitäten Zürich und Paris Ethnologie und Religionswissenschaft. Er wurde 1979 in Zürich mit einer Arbeit zum kulturellen Aufbruch um 1968 promoviert.
Bis Mitte der 1980er Jahre beschäftigte er sich mit esoterischen Lehren in Europa und ihren Quellen. In seiner Habilitationsschrift (Der Rhythmus des Rituals) entwickelte er am Beispiel des therapeutischen Besessenheitsrituals Ndëpp (Senegal) ein semiotisches Instrumentarium zur präzisen Dokumentation und Analyse komplexer Ritualstrukturen. Von Ins lehrte an den Universitäten Zürich und Bern sowie an der Freien Universität Berlin.
Neben Lehre und Forschung war von Ins immer auch literarisch tätig. Erst 2008 legte er aber seinen ersten Gedichtband (Ich hab kein Wort verloren) vor, der einen Überblick über sein bisheriges lyrisches Schaffen bietet. Seit 2004 bringt von Ins auch poetische Performances auf die Bühne.
Jürg von Ins ist verheiratet und Vater dreier Kinder.

## Wissenschaftliche Publikationen
- Ekstase, Kult und Zeremonialisierung; Entwurf zu einer anthropologischen Theorie des Rituals, Dissertation, Zürich 1979
- Dada Dauda – Traditionelle Therapie in Senegal, in: Der Alltag 1, Zürich 1981
- Symbolische und referentielle Kommunikation, in: Symbolforschung 1, Bern 1983
- Die Entstehung der Symbole aus der Zerstörung des Begriffs, in: Symbolforschung 2, Bern 1984
- Der Ndëpp: Ein kultisches Heilritual im Konfliktfeld der Akkulturation, in: Bulletin der Schweizerischen Gesellschaft für Religionswissenschaft Nr. 7, 1985
- La dimension thérapeutique du diagnostique divinatoire, in: Bulletin der Schweizerischen Gesellschaft für Psychotherapie Nr. 4, 1985
- Das Buch der wahren Praktik in der göttlichen Magie von Abraham von Worms, vergleichende Textausgabe mit Kommentar, München 1988
- Ritual im Wandel, in: Etudes Germano-Africaines Nr. 12–13, Dakar 1994–1995 (mit Franziska Reich)
- Ethnologie und Kommunikationsberatung, in: Tsantsa Nr. 1, 1996
- Die geheimen Zeichen der Einheit – Kabbalistische Texte in nicht-jüdischer Rezeption, in: KODIKAS/CODE/Ars Semeiotica, vol.21, Juli/Dezember, Heft Nr. 3–4, 1998
- Der Rhythmus des Rituals; Grundlagen einer ethnologischen Ritualsemiotik, entwickelt am Beispiel des Ndëpp der Lebu (Senegal), Berlin 2001
- Possession en France et au Sénégal, suivi de : «Tu n’es plus un Baobab» (transcription d’une séance de ndëpp), in: J. Effenberger ed., De l’instinct théâtral – Le théâtre se ressource en Afrique, Paris 2004
- Das Ressentiment der europäischen Metaphysik gegen die Bewegung (mit einem Vorwort von Peter Illes) in: Esther Messmer-Hirt und Lilo Roost Vischer Hrsg., Rhythmus und Heilung; Münster 2005
- David Signer – oder wie der Michel Leiris der Postmoderne das schlechte Gewissen beruhigt, in: Tsantsa 11, 2006
- Sport, Gewalt und Ritual, in: Causa Sport 2/2006 (mit Claude André Ribaux und Daniel H.R. Freytag)

## Literatur und Performance

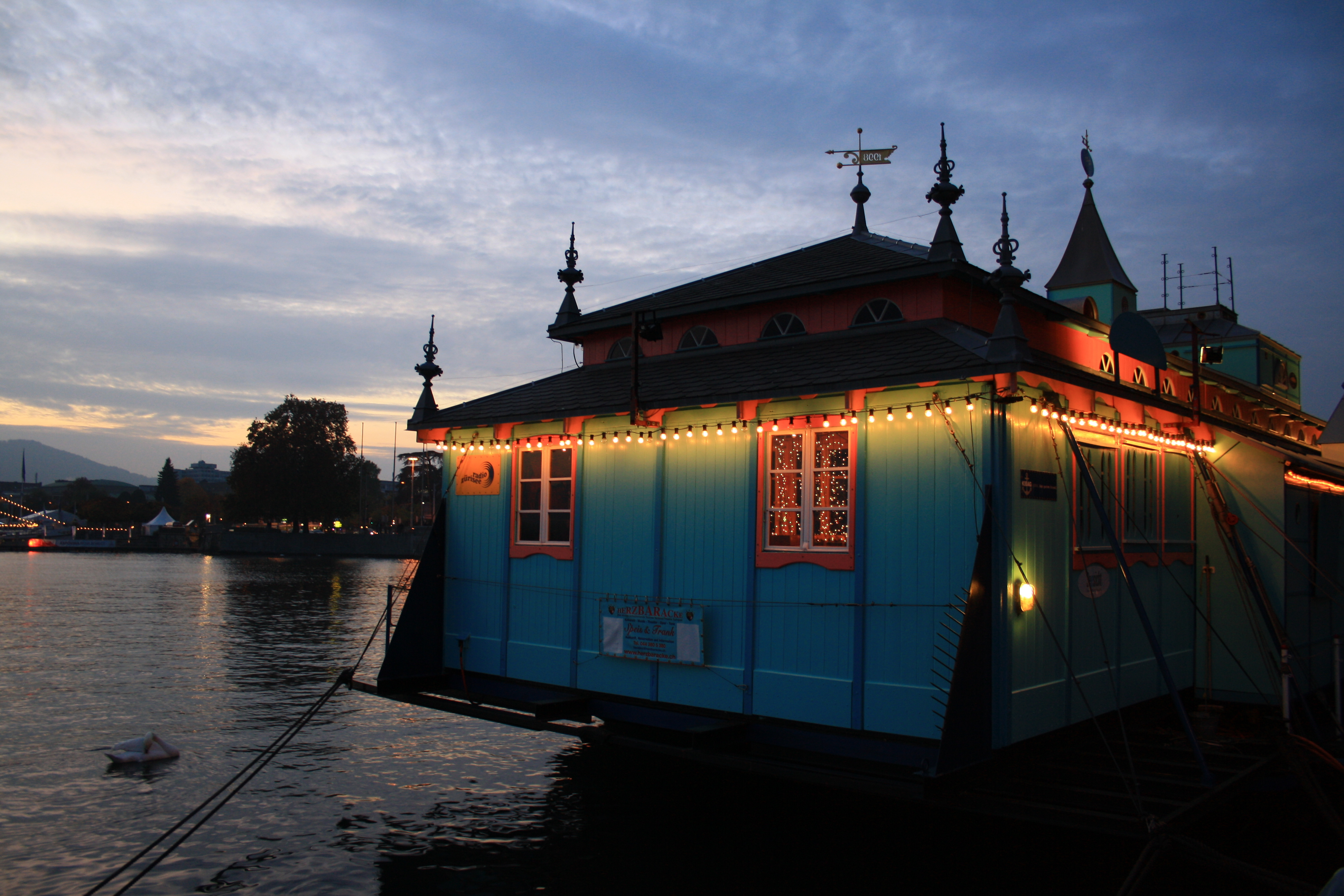
Theater Herzbaracke am Bellevue in Zürich